# 16529 Dangoldin
16529 Dangoldin este un asteroid care intersectează orbita planetei Marte.

## Descriere
16529 Dangoldin este un asteroid care intersectează orbita planetei Marte. Asteroidul prezintă o orbită caracterizată de o semiaxă mare de 2,34 ua, o excentricitate de 0,31 și o înclinație de 22,7° în raport cu ecliptica.